# Лариса (дим)
Ла́риса (греч. Δήμος Λαρισαίων) — община (дим) в Греции. Входит в периферийную единицу Ларису в периферии Фессалии. Население 162 591 житель по переписи 2011 года. Площадь 335,977 квадратного километра. Плотность 483,93 человека на квадратный километр. Административный центр — Лариса. Димархом на местных выборах 2014 года избран Апостолос Калоиянис (Απόστολος Καλογιάννης).
В 2011 году по программе «Калликратис» к общине Ларисе присоединены упразднённые общины Килада и Янули.

## Административное деление

Административное деление общины:
1 — Лариса
2 — Килада и Янули (сверху)

Община Лариса делится на 3 общинные единицы.